# Кевон Луні
Кевон Грант Луні (англ. Kevon Grant Looney, нар. 6 лютого 1996, Мілвокі, Вісконсин, США) — американський професійний баскетболіст, важкий форвард і центровий команди НБА «Голден-Стейт Ворріорс». Триразовий чемпіон НБА.

## Ігрова кар'єра
На університетському рівні грав за команду УКЛА (2014–2015). 
2015 року був обраний у першому раунді драфту НБА під загальним 30-м номером командою «Голден-Стейт Ворріорс». Професійну кар'єру розпочав 2015 року виступами за тих же «Голден-Стейт Ворріорс». Дебютував у лізі 27 січня 2016 року в матчі проти «Даллас Маверікс», набравши 2 очки.
Зігравши лише 5 матчів у сезоні 2015—2016, наступного сезону став постійним гравцем ротації в команді. Допоміг команді двічі поспіль стати чемпіонами НБА.
19 квітня 2021 року в матчі проти «Філадельфії» зробив рекордні у кар'єрі 15 підбирань, граючи проти Джоеля Ембіда.
У другому раунді плей-оф 2022 року в матчі проти «Мемфіс Гріззліс» зробив 22 підбирання. А у другому матчі фіналу Західної конференції проти «Далласа» набрав 21 очко та 19 підбирань. У фіналі НБА «Ворріорс» переграли «Бостон Селтікс», а Луні став триразовим чемпіоном НБА.

## Статистика виступів

### Регулярний сезон
| Сезон             | Команда                 | GP  | GS  | MPG  | FG%  | 3P%  | FT%  | RPG | APG | SPG | BPG | PPG |
| ----------------- | ----------------------- | --- | --- | ---- | ---- | ---- | ---- | --- | --- | --- | --- | --- |
| 2015–16           | «Голден-Стейт Ворріорс» | 5   | 0   | 4.2  | .571 | .500 | —    | 2.0 | .0  | .0  | .0  | 1.8 |
| 2016–17†          | «Голден-Стейт Ворріорс» | 53  | 4   | 8.4  | .523 | .222 | .618 | 2.3 | .5  | .3  | .3  | 2.5 |
| 2017–18†          | «Голден-Стейт Ворріорс» | 66  | 4   | 13.8 | .580 | .200 | .545 | 3.3 | .6  | .5  | .8  | 4.0 |
| 2018–19           | «Голден-Стейт Ворріорс» | 80  | 24  | 18.5 | .625 | .100 | .619 | 5.2 | 1.5 | .6  | .7  | 6.3 |
| 2019–20           | «Голден-Стейт Ворріорс» | 20  | 4   | 13.1 | .367 | .071 | .750 | 3.3 | 1.0 | .6  | .3  | 3.4 |
| 2020–21           | «Голден-Стейт Ворріорс» | 61  | 34  | 19.0 | .548 | .235 | .646 | 5.3 | 2.0 | .3  | .4  | 4.1 |
| 2021–22†          | «Голден-Стейт Ворріорс» | 82  | 80  | 21.1 | .571 | .000 | .600 | 7.3 | 2.0 | .6  | .6  | 6.0 |
| Усього за кар'єру | Усього за кар'єру       | 367 | 150 | 16.4 | .567 | .172 | .606 | 4.8 | 1.4 | .5  | .6  | 4.7 |

### Плей-оф
| Сезон             | Команда                 | GP | GS | MPG  | FG%  | 3P%  | FT%  | RPG | APG | SPG | BPG | PPG |
| ----------------- | ----------------------- | -- | -- | ---- | ---- | ---- | ---- | --- | --- | --- | --- | --- |
| 2017–2018†        | «Голден-Стейт Ворріорс» | 21 | 5  | 18.4 | .542 | .000 | .381 | 4.2 | .9  | .7  | .4  | 4.1 |
| 2018–2019         | «Голден-Стейт Ворріорс» | 21 | 1  | 20.5 | .688 | —    | .724 | 4.5 | 1.0 | .6  | .5  | 7.1 |
| 2021–2022†        | «Голден-Стейт Ворріорс» | 22 | 13 | 20.4 | .659 | —    | .611 | 7.6 | 2.2 | .4  | .5  | 5.8 |
| Усього за кар'єру | Усього за кар'єру       | 64 | 19 | 19.8 | .636 | .000 | .588 | 5.5 | 1.4 | .5  | .5  | 5.7 |

## Особисте життя
Має брата Кевіна та сестру Саммер. Його двоюрідний брат Нік Янг також є професійним баскетболістом.